# Giorgio Bassi
Giorgio Bassi, född 20 januari 1934 i Milano, är en italiensk racerförare.

## Racingkarriär
Bassi tävlade i formel 3 men körde ett formel 1-lopp för Scuderia Centro Sud i Italien 1965. Han deltog även i Targa Florio där hann vann ett klasslopp med en ASA-prototyp samma år.

## F1-karriär
| Säsong | Stall/Tillverkare         | Poäng | Placering |
| ------ | ------------------------- | ----- | --------- |
| 1965   | Scuderia Centro Sud (BRM) | 0     | –         |